# Mycotypha microspora
Mycotypha microspora är en svampart som beskrevs av Fenner 1932. Mycotypha microspora ingår i släktet Mycotypha och familjen Mycotyphaceae.   Inga underarter finns listade i Catalogue of Life.